# Olympische Winterspiele 1972/Teilnehmer (Griechenland)
| Gelbes Symbol für Goldmedaillen mit stilisierten Olympischen Ringen | Graues Symbol für Silbermedaillen mit stilisierten Olympischen Ringen | Braundes Symbol für Bronzemedaillen mit stilisierten Olympischen Ringen |
| ------------------------------------------------------------------- | --------------------------------------------------------------------- | ----------------------------------------------------------------------- |
| —                                                                   | —                                                                     | —                                                                       |

Griechenland nahm an den Olympischen Winterspielen 1972 im japanischen Sapporo mit einer Delegation von drei Männern im alpinen Skisport teil.
Seit 1936 war es die sechste Teilnahme Griechenlands an Olympischen Winterspielen.

## Flaggenträger
Panagiotis Alexandris trug die Flagge Griechenlands während der Eröffnungsfeier.

## Teilnehmer nach Sportarten

### Ski Alpin
Herren:
- Panagiotis Alexandris
Riesenslalom: 41. Platz – 4:05,45 min
Slalom: DNF
- Georgios Tambouris
Riesenslalom: 45. Platz – 4:18,69 min
Slalom: DNF
- Spyros Theodorou
Riesenslalom: 39. Platz – 4:02,27 min
Slalom: DNF

## Weblink
- Griechische Olympiamannschaft 1972 in der Datenbank von Sports-Reference (englisch; archiviert vom Original)